# راندي هيل
راندي هيل (بالإنجليزية: Randy Hill)‏ هو لاعب كرة قدم أمريكية أمريكي، ولد في 26 سبتمبر 1967.

## وصلات خارجية
- الموقع الرسمي